# Yoav House (Tel Awiw)
Yoav House – wieżowiec w osiedlu Ha-Cafon ha-Chadasz, w mieście Tel Awiw, w Izraelu.

## Dane techniczne
Budynek ma 18 kondygnacji i wysokość 66 metrów. Wchodzi w skład kompleksu budynków mieszkalnych nazwanych David HaMelech Towers.
Wieżowiec wybudowano w stylu modernistycznym. Wzniesiono go z betonu. Elewacja jest w kolorach szarym i jasnozielonym.
Budynek jest wykorzystywany na apartamenty mieszkalne. W jego otoczeniu znajdują się trzy parki (HaBanim Garden, Erison Garden i Ze'ev Garden) oraz basen kąpielowy.